# Конвой №4426
Конвой № 4426 — японський конвой часів Другої світової війни, проведення якого відбувалось у квітні — травні 1943-го.
Вихідним пунктом конвою був атол Трук у центральній частині Каролінських островів, де ще до війни створили потужну базу японського ВМФ, з якої до лютого 1944-го провадились операції в цілому ряді архіпелагів. Пунктом призначення став розташований у Токійській затоці порт Йокосука, що під час війни був обраний як базовий для логістики Труку.
До складу конвою увійшли транспорти «Кайшо-Мару», «Нанкай-Мару» (або «Нанкай-Мару №2»), «Сіньо-Мару» (Shinyo Maru) та «Носіро-Мару» (Noshiro Maru), тоді як охорону забезпечував есмінець «Асанагі».
Загін вийшов у море 26 квітня 1943-го. На підходах до Труку традиційно діяли американські підводні човни, тому додатковий супровід на цій ділянці маршруту здійснював переобладнаний сітьовий загороджувач «Осей-Мару», що відокремився 27 квітня.
У підсумку конвою № 4426 вдалось успішно подолати райони поблизу Маріанських островів, островів Огасавара та біля східного узбережжя Японського архіпелагу, де також традиційно діяли американські підводні човни, і 5 травня загін без втрат досягнув Йокосуки.